# Молдавија на Европском првенству у атлетици за јуниоре 2017.
Молдавија је учествовала на 24. Европском првенству за јуниоре 2017. одржаном у Гросето, Италија, од 20. до 23. јула. Репрезентацију Молдавије на њеном тринаестом учешћу на европским првенствима за јуниоре од када Молдавија учествује самостално под овим именом, представљало је 6 спортиста (4 јуниора и 2 јуниорке), који су се такмичили у 4 дисциплина (2 мушке и 2 женска).
На овом првенству Молдавија је делила 18 место по броју освојених медаља са 1 освојеном медаљом (1 златна) коју је освојила Алекандра Емилианов. У табели успешности према броју и пласману такмичара који су учествовали у финалним такмичењима (првих 8 такмичара) Молдавија је са 2 учесника у финалу заузела 29 место са 9 бодова.
| Плас. | Земља     | 1. место | 2. место | 3. место | 4. место | 5. место | 6. место | 7. место | 8. место | Бр. финал. - Бод. |
| ----- | --------- | -------- | -------- | -------- | -------- | -------- | -------- | -------- | -------- | ----------------- |
| 29.   | Молдавија | 1-8      | –        | -        | -        | –        | –        | –        | 1-1      | 1-9               |

## Учесници
| Јуниори: - Дан Морари — Бацање кладива - Ничита Петров — Бацање кладива - Алексеј Олеиник — Бацање копља - Денис Пикус — Бацање копља | Јуниорке: - Анастасија Калинина — Троскок - Александра Емилианов — Бацање диска |  |

## Освајачи медаља (1)

### Злато (1)
- Александра Емилианов — Бацање диска

## Резултати

### Јуниори
| Атлетичар       | Дисциплина     | Лични рекорд | Квалификације | Квалификације | Полуфинале   | Полуфинале   | Финале                | Финале       | Детаљи |
| Атлетичар       | Дисциплина     | Лични рекорд | Резултат      | Место         | Резултат     | Место        | Резултат              | Место        | Детаљи |
| --------------- | -------------- | ------------ | ------------- | ------------- | ------------ | ------------ | --------------------- | ------------ | ------ |
| Дан Морари      | бацање кладива | 71,64        | 65,07         | 8. у гр. Б    |              |              | Нису се квалификовали | 15 / 22 (25) |        |
| Ничита Петров   | бацање кладива | 69,82        | 57,74         | 11. у гр. А   | 22 / 22 (25) |              | Нису се квалификовали |              |        |
| Алексеј Олеиник | бацање копља   | 70,34        | 69,55 кв      | 3. у гр. Б    | 68,55        | 9 / 23 (24)  |                       |              |        |
| Денис Пикус     | бацање копља   | 69,95        | 70,24 кв, ЛР  | 6. у гр. А    | 66,51        | 11 / 23 (24) |                       |              |        |

### Јуниорке
| Атлетичарка          | Дисциплина   | Лични рекорд | Квалификације | Квалификације | Полуфинале | Полуфинале | Финале    | Финале | Детаљи |
| Атлетичарка          | Дисциплина   | Лични рекорд | Резултат      | Место         | Резултат   | Место      | Резултат  | Место  | Детаљи |
| -------------------- | ------------ | ------------ | ------------- | ------------- | ---------- | ---------- | --------- | ------ | ------ |
| Анастасија Калинина  | троскок      | 12,80        | 12,65 кв      | 5. у гр. А    |            |            | 12,79 ЛРС | 8 / 28 |        |
| Александра Емилианов | бацање диска | 58,09        | 54,96 КВ      | 1. у гр. А    | 56,38      |            |           |        |        |